# هاوپول
هاوپول (به انگلیسی: Hopewell Township) شهری در ایالت نیوجرسی کشور ایالات متحده آمریکا است که جمعیت آن در سرشماری سال ۲۰۱۰ میلادی، ۴٬۵۷۱ نفر بوده‌است.